# Lettonie au Concours Eurovision de la chanson 2024
La Lettonie est l'un des trente-sept pays participants au Concours Eurovision de la chanson 2024, qui se déroule à Malmö en Suède. Le pays est représenté par Dons avec sa chanson Hollow, sélectionnée via l'émission Supernova 2024.

## Sélection
Le diffuseur letton LTV confirme sa participation à l'Eurovision 2024 le 11 septembre 2023, annonçant également la reconduction du format Supernova comme sélection.

### Format
La sélection se déroule en deux soirées : une demi-finale et une finale, diffusées depuis Riga les 3 et 10 février 2024. Les deux soirées sont animées par Lauris Reiniks et Ketija Šēnberga.
Quinze artistes participent à cette sélection, dont dix se qualifient pour la finale.

### Participants
Lors de l'annonce de Supernova 2024, le diffuseur letton annonce une période de candidature du 12 septembre 2023 jusqu'au 30 novembre 2023. Au terme de cette période, 108 chansons ont été reçues par le diffuseur. De ces 108 chansons, 15 sont sélectionnées pour participer à la demi-finale télévisée. Les sélectionnés sont annoncés le 9 janvier 2024.
| Artiste           | Titre                          | Langue    | Paroles & musique                                                                    |
| ----------------- | ------------------------------ | --------- | ------------------------------------------------------------------------------------ |
| Agnese Rakovska   | AI                             | Anglais   | - Agnese Rozniece - Anna Dagrita - Lauren Lucas - Matīss Repsis - Renāts Ragimhanovs |
| Alekss Silvers    | For the Show                   | Anglais   | Liene Stūrmane                                                                       |
| AVÉI              | Mine                           | Anglais   | - Ieva Kudlāne - Raitis Aukšmuksts                                                   |
| B/H               | Amsterdam                      | Anglais   | - Jānis Līde - Kristaps Grīnbergs - Mārtiņš Balodis - Normans Bārbals                |
| Dons              | Hollow                         | Anglais   | - Artūrs Šingirejs - Kate Northrop - Liam Geddes                                     |
| ECTO              | Outsider                       | Anglais   | Emīls Sudmalis                                                                       |
| Edvards Strazdiņš | Rock n’ Roll Supernova         | Anglais   | - Edvards Strazdiņš - Kerija Kalēja                                                  |
| Funkinbiz         | На чисту воду (Na chystu vodu) | Ukrainien | Kirils Ponomarenko                                                                   |
| Jar of King       | Wildfire                       | Anglais   | - Artis Apinis - Artūrs Patetko - Deniss Djakons - Jānis Drēģeris - Juris Šenbergs   |
| Katrīna Gupalo    | The Cat's Song                 | Anglais   | - Armands Varslavāns - Edgars Vilcāns - Evija Smagare - Katrīna Gupalo               |
| Papīra Lidmašīnas | Mind Breaker                   | Anglais   | - Juris Ludženieks - Rihards Bērziņš                                                 |
| Patrīcija Spale   | Heaven’s Raining Down On Me    | Anglais   | - Kate Elpo - Valters Sprūdžs                                                        |
| Saint Levića      | Tick Tock                      | Anglais   | - Pjotrs Strokovs - Santa Daņeļeviča                                                 |
| Sasha Sil         | Love Is A Language             | Anglais   | Liene Stūrmane                                                                       |
| Vēstulēs          | kur?                           | Letton    | - Braiens Martinsons - Marta Krampe                                                  |

### Résultats

#### Demi-finale
La demi-finale s'est déroulée le 3 février 2024. Les quinze chansons en compétition y sont présentées; dix d'entre elles sont qualifiées pour la finale.
| Ordre | Interprète        | Titre                       | Résultat  |
| ----- | ----------------- | --------------------------- | --------- |
| 1     | Agnese Rakovska   | AI                          | Éliminée  |
| 2     | Patrīcija Spale   | Heaven's Raining Down on Me | Éliminée  |
| 3     | B/H               | Amsterdam                   | Éliminés  |
| 4     | Alekss Silvers    | For the Show                | Qualifié  |
| 5     | Jar of Kings      | Wildfire                    | Éliminés  |
| 6     | Saint Levića      | Tick-Tock                   | Qualifiée |
| 7     | Sasha Sil         | Love is a Language          | Éliminé   |
| 8     | Papīra Lidmašīnas | Mind Breaker                | Qualifié  |
| 9     | Avéi              | Mine                        | Qualifiée |
| 10    | Ecto              | Outsider                    | Qualifié  |
| 11    | Dons              | Hollow                      | Qualifié  |
| 12    | Katrīna Gupalo    | The Cat's Song              | Qualifiée |
| 13    | Funkinbiz         | Na chystu vodu              | Qualifié  |
| 14    | Vēstulēs          | kur?                        | Qualifiés |
| 15    | Edvards Strazdiņš | Rock n' Roll Supernova      | Qualifié  |

#### Finale
La finale s'est déroulée le 10 février 2024 entre les dix candidats qui s'étaient sélectionnés lors de la demi-finale. La chanson ayant obtenu le plus grand nombre de voix, en combinant les votes du jury et du public letton, sera déclarée gagnante et sélectionnée pour représenter le pays au Concours Eurovision de la chanson 2024. Outre les candidats en lice, l'émission a  accueilli la représentante de l'Estonie à  l'Eurovision 2023, Alika, ainsi le chanteur lituanien Gabrielius Vagelis.
- Première place
- Deuxième place
- Troisième place
- Dernière place

| Ordre | Artiste           | Chanson                | Jury | Public | Public | Total | Place |   |
| Ordre | Artiste           | Chanson                | Jury | Voix   | Points | Total | Place |   |
| ----- | ----------------- | ---------------------- | ---- | ------ | ------ | ----- | ----- | - |
| 1     | Vēstulēs          | kur?                   | 10   | 31 477 | 10     | 20    | Place | 2 |
| 2     | Avéi              | Mine                   | 4    | 2 946  | 3      | 7     | 8     |   |
| 3     | Papīra Lidmašīnas | Mind Breaker           | 1    | 2 018  | 2      | 3     | 10    |   |
| 4     | Katrīna Gupalo    | The Cat's Song         | 8    | 17 739 | 8      | 16    | 3     |   |
| 5     | Ecto              | Oustider               | 2    | 4 915  | 5      | 7     | 7     |   |
| 6     | Dons              | Hollow                 | 12   | 64 845 | 12     | 24    | 1     |   |
| 7     | Saint Levića      | Tick Tock              | 6    | 3 487  | 4      | 10    | 5     |   |
| 8     | Edvards Strazdiņš | Rock n' Roll Supernova | 3    | 7 830  | 6      | 9     | 6     |   |
| 9     | Funkinbiz         | Na chystu vodu         | 5    | 1 143  | 1      | 6     | 9     |   |
| 10    | Alekss Silvers    | For the Show           | 7    | 8 225  | 7      | 14    | 4     |   |

Au terme de la soirée, c'est ainsi Dons qui est désigné représentant de la Lettonie à l'Eurovision 2024.

## À l'Eurovision
À l'Eurovision, la Lettonie participa à la première partie de la deuxième demi-finale le jeudi 9 mai 2024 et fut qualifiée pour la finale du samedi 11 mai 2024 pour la première fois depuis 2016, avec 72 points. Ces points obtenus lui ont permis de se classer 7ème lors de la demi-finale.
Lors de la finale, Dons arriva 16ème avec un total de 64 points, 28 des télévotes du public et 36 des jurys mondiaux.